# Andriej Kisłych
Andriej Kisłych (ros. Андрей Кислых; ur. 24 listopada 1976 w Kemerowie) – rosyjski lekkoatleta, specjalizujący się w krótkich biegach płotkarskich. W początkowym okresie kariery sukcesy odnosił również w skoku w dal. 
Medalista Mistrzostw Europy Juniorów (1995), Letniej Uniwersjady (1997) oraz Młodzieżowych Mistrzostw Europy (1997). Sześciokrotny mistrz Rosji w biegach płotkarskich. Uczestnik Letnich Igrzysk Olimpijskich (Atlanta 1996, Sydney 2000) w biegach na 110 metrów przez płotki.

## Osiągnięcia
- Mistrzostwa Świata Juniorów, Lizbona 1994
  - VI miejsce – bieg na 110 m przez płotki
- Mistrzostwa Europy Juniorów, Nyíregyháza 1995
  - srebrny medal – skok w dal
  - V miejsce – bieg na 110 m przez płotki
- Halowe Mistrzostwa Europy, Sztokholm 1996
  - V miejsce – bieg na 60 m przez płotki
- Letnia Uniwersjada, Katania 1997
  - złoty medal – bieg na 110 m przez płotki
- Młodzieżowe Mistrzostwa Europy, Turku 1997
  - brązowy medal – bieg na 110 m przez płotki
- Mistrzostwa Rosji[2]
  - 3 złote medale – bieg na 110 m przez płotki (1999, 2001, 2002)
- Halowe Mistrzostwa Rosji[3]
  - 3 złote medale – bieg na 60 m przez płotki (1997, 2000, 2003)

## Rekordy życiowe
- bieg na 60 metrów przez płotki
  - hala – 7,57 (2000)
- bieg na 110 metrów przez płotki
  - stadion – 13,43 (1997)
- skok w dal
  - stadion – 8,00 (2004)
  - hala – 7,78 (2002)